# 小行星20367
小行星20367（20367 Erikagibb）是一颗绕太阳运转的小行星，为主小行星带小行星。该小行星于1998年5月发现。

## 轨道参数
小行星20367的轨道半长轴为418 088 317 km（2.7947080 UA），离心率为0.194。